# Намукулу
Намукулу (англ. Namukulu) — деревня, расположенная в северо-западной части острова Ниуэ (владение Новой Зеландии) на юге Тихого океана. Является административным центром одноимённого округа.

## Географическая характеристика
Деревня Намукулу расположена, примерно в 7 км севернее столицы Ниуэ. Ближайший населённый пункт — деревня Туапа, находящаяся в полукилометре юго-западнее.
Высота центра деревни над уровнем моря равна 38 м.

## Население
Население, согласно данным переписи населения 2011 года, составляет 14 человек.
| Динамика изменения численности населения Намукулу | Динамика изменения численности населения Намукулу | Динамика изменения численности населения Намукулу | Динамика изменения численности населения Намукулу | Динамика изменения численности населения Намукулу | Динамика изменения численности населения Намукулу |
| Год                                               | 1986                                              | 1997                                              | 2001                                              | 2006                                              | 2011                                              |
| ------------------------------------------------- | ------------------------------------------------- | ------------------------------------------------- | ------------------------------------------------- | ------------------------------------------------- | ------------------------------------------------- |
| жителей                                           | 53                                                | 28                                                | 14                                                | 14                                                | 14                                                |